# Campeonato Mundial de Patinação Artística no Gelo de 1992
O Campeonato Mundial de Patinação Artística no Gelo de 1992 foi a octogésima segunda edição do Campeonato Mundial de Patinação Artística no Gelo, um evento anual de patinação artística no gelo organizado pela União Internacional de Patinação (em inglês:  International Skating Union) onde os patinadores artísticos competem pelo título de campeão mundial. A competição foi disputada entre os dias 24 de março e 29 de março, na cidade de Oakland, Califórnia, Estados Unidos.

## Eventos
- Individual masculino
- Individual feminino
- Duplas
- Dança no gelo

## Medalhistas
| Evento                        | Ouro                                       | Prata                                             | Bronze                                    |
| Individual masculino detalhes | Viktor Petrenko · CEI                      | Kurt Browning · Canadá                            | Elvis Stojko · Canadá                     |
| Individual feminino detalhes  | Kristi Yamaguchi · Estados Unidos          | Nancy Kerrigan · Estados Unidos                   | Chen Lu · China                           |
| Duplas detalhes               | Natalia Mishkutenok · Artur Dmitriev · CEI | Radka Kovaříková · René Novotný · Tchecoslováquia | Isabelle Brasseur · Lloyd Eisler · Canadá |
| Dança no gelo detalhes        | Marina Klimova · Sergei Ponomarenko · CEI  | Maya Usova · Aleksandr Zhulin · CEI               | Oksana Grishuk · Evgeni Platov · CEI      |

## Resultados

### Individual masculino
| Pos.                                | Nome                   | Nacionalidade   | Pontos |
| ----------------------------------- | ---------------------- | --------------- | ------ |
| Medalha de ouro                     | Viktor Petrenko        | CEI             |        |
| Medalha de prata                    | Kurt Browning          | Canadá          |        |
| Medalha de bronze                   | Elvis Stojko           | Canadá          |        |
| 4                                   | Christopher Bowman     | Estados Unidos  |        |
| 5                                   | Mark Mitchell          | Estados Unidos  |        |
| 6                                   | Petr Barna             | Tchecoslováquia |        |
| 7                                   | Todd Eldredge          | Estados Unidos  |        |
| 8                                   | Alexei Urmanov         | CEI             |        |
| 9                                   | Philippe Candeloro     | França          |        |
| 10                                  | Viacheslav Zagorodniuk | CEI             |        |
| 11                                  | Cornel Gheorghe        | Romênia         |        |
| 12                                  | Grzegorz Filipowski    | Polônia         |        |
| 13                                  | Michael Slipchuk       | Canadá          |        |
| 14                                  | Konstantin Kostin      | Letônia         |        |
| 15                                  | Mirko Eichhorn         | Alemanha        |        |
| 16                                  | Steven Cousins         | Reino Unido     |        |
| 17                                  | Ralph Burghart         | Áustria         |        |
| 18                                  | Cameron Medhurst       | Austrália       |        |
| 19                                  | Masakazu Kagiyama      | Japão           |        |
| 20                                  | Gilberto Viadana       | Itália          |        |
| 21                                  | Michael Tyllesen       | Dinamarca       |        |
| 22                                  | Zhongyi Jiao           | China           |        |
| 23                                  | Mitsuhiro Murata       | Japão           |        |
| 24                                  | Jan Erik Digernes      | Noruega         |        |
| Não avançaram para o programa livre |                        |                 |        |
| 25                                  | Christopher Blong      | Nova Zelândia   |        |
| 26                                  | Alexander Chang        | Taipé Chinesa   |        |
| 27                                  | Tomislav Cizmesija     | Croácia         |        |
| 28                                  | Ivan Dinev             | Bulgária        |        |
| 29                                  | Jorge La Farga         | Espanha         |        |
| 30                                  | Oula Jääskeläinen      | Finlândia       |        |
| 31                                  | Kim Se-Yol             | Coreia do Sul   |        |
| 32                                  | Péter Kovács           | Hungria         |        |
| 33                                  | Axel Médéric           | França          |        |
| 34                                  | Patrick Meier          | Suíça           |        |
| 35                                  | Dino Quattrocecere     | África do Sul   |        |

### Individual feminino
| Medalha de ouro                     | Kristi Yamaguchi   | Estados Unidos  |  |
| Medalha de prata                    | Nancy Kerrigan     | Estados Unidos  |  |
| Medalha de bronze                   | Chen Lu            | China           |  |
| 4                                   | Laetitia Hubert    | França          |  |
| 5                                   | Josée Chouinard    | Canadá          |  |
| 6                                   | Tonya Harding      | Estados Unidos  |  |
| 7                                   | Alice Sue Claeys   | Bélgica         |  |
| 8                                   | Yuka Sato          | Japão           |  |
| 9                                   | Karen Preston      | Canadá          |  |
| 10                                  | Patricia Neske     | Alemanha        |  |
| 11                                  | Surya Bonaly       | França          |  |
| 12                                  | Marina Kielmann    | Alemanha        |  |
| 13                                  | Tatiana Rachkova   | CEI             |  |
| 14                                  | Joanne Conway      | Reino Unido     |  |
| 15                                  | Charlene Von Saher | Reino Unido     |  |
| 16                                  | Nathalie Krieg     | Suíça           |  |
| 17                                  | Krisztina Czakó    | Hungria         |  |
| 18                                  | Lily Lyoonjung Lee | Coreia do Sul   |  |
| 19                                  | Junko Yaginuma     | Japão           |  |
| 20                                  | Anisette Torp-Lind | Dinamarca       |  |
| 21                                  | Irena Zemanová     | Tchecoslováquia |  |
| 22                                  | Helene Persson     | Suécia          |  |
| 23                                  | Tamara Heggen      | Austrália       |  |
| 24                                  | Alma Lepina        | Letônia         |  |
| Não avançaram para o programa livre |                    |                 |  |
| 25                                  | Mojca Kopač        | Eslovênia       |  |
| 26                                  | Julia Vorobieva    | CEI             |  |
| 27                                  | Viktoria Dimitrova | Bulgária        |  |
| 28                                  | Zuzanna Szwed      | Polônia         |  |
| 29                                  | Marion Krijgsman   | Países Baixos   |  |
| 30                                  | Olga Vassiljeva    | Estônia         |  |
| 31                                  | Laia Papell        | Espanha         |  |
| 32                                  | Željka Čižmešija   | Iugoslávia      |  |
| 33                                  | Margaret Schlater  | Itália          |  |
| 34                                  | Mila Kajas         | Finlândia       |  |
| 35                                  | Rosanna Blong      | Nova Zelândia   |  |
| 36                                  | Anita Thorenfeldt  | Noruega         |  |
| 37                                  | Edita Katkauskaite | Lituânia        |  |
| 38                                  | Janie La-lin Weng  | Taipé Chinesa   |  |
| 39                                  | Juanita-Anne Yorke | África do Sul   |  |
| 40                                  | Lidija Hodzar      | Iugoslávia      |  |

### Duplas
| Pos.              | Nome                                   | Nacionalidade   | Pontos |
| ----------------- | -------------------------------------- | --------------- | ------ |
| Medalha de ouro   | Natalia Mishkutenok / Artur Dmitriev   | CEI             | 1.5    |
| Medalha de prata  | Radka Kovaříková / René Novotný        | Tchecoslováquia | 3.5    |
| Medalha de bronze | Isabelle Brasseur / Lloyd Eisler       | Canadá          | 4.0    |
| 4                 | Elena Bechke / Denis Petrov            | CEI             | 7.0    |
| 5                 | Evgenia Shishkova / Vadim Naumov       | CEI             | 7.0    |
| 6                 | Peggy Schwarz / Alexander König        | Alemanha        | 10.0   |
| 7                 | Calla Urbanski / Rocky Marval          | Estados Unidos  | 10.5   |
| 8                 | Natasha Kuchiki / Todd Sand            | Estados Unidos  | 11.5   |
| 9                 | Christine Hough / Doug Ladret          | Canadá          | 15.0   |
| 10                | Sherry Ball / Kris Wirtz               | Canadá          | 15.0   |
| 11                | Jenni Meno / Scott Wendland            | Estados Unidos  | 15.5   |
| 12                | Lesie Monod / Cédric Monod             | Suíça           | 18.5   |
| 13                | Anuschka Gläser / Stefan Pfrengle      | Alemanha        | 18.5   |
| 14                | Danielle Carr / Stephen Carr           | Austrália       | 21.0   |
| 15                | Anna Tabacchi / Massimo Salvade        | Itália          | 24.5   |
| 16                | Katarzyna Głowacka / Krzysztof Korcarz | Polônia         | 24.5   |
| 17                | Kathryn Pritchard / Jason Briggs       | Reino Unido     | 25.5   |
| 18                | Elaine Asanakis / Mark Naylor          | Grécia          | 26.0   |
| 19                | Line Haddad / Sylvain Privé            | França          | 27.0   |
| 20                | Jung-Hoo Choi / Yong-Min Lee           | Coreia do Sul   | 30.0   |

### Dança no gelo
| Pos.                           | Nome                                    | Nacionalidade   | Pontos |
| ------------------------------ | --------------------------------------- | --------------- | ------ |
| Medalha de ouro                | Marina Klimova / Sergei Ponomarenko     | CEI             |        |
| Medalha de prata               | Maya Usova / Alexander Zhulin           | CEI             |        |
| Medalha de bronze              | Pasha Grishuk / Evgeni Platov           | CEI             |        |
| 4                              | Stefania Calegari / Pasquale Camerlengo | Itália          |        |
| 5                              | Susanna Rahkamo / Petri Kokko           | Finlândia       |        |
| 6                              | Sophie Moniotte / Pascal Lavanchy       | França          |        |
| 7                              | Dominique Yvon / Frédéric Palluel       | França          |        |
| 8                              | Kateřina Mrázová / Martin Šimeček       | Tchecoslováquia |        |
| 9                              | April Sargent / Russ Witherby           | Estados Unidos  |        |
| 10                             | Aliki Stergiadu / Juris Razgulaevs      | Letônia         |        |
| 11                             | Jennifer Goolsbee / Hendryk Schamberger | Alemanha        |        |
| 12                             | Jacqueline Petr / Mark Janoschak        | Canadá          |        |
| 13                             | Anna Croci / Luca Mantovani             | Itália          |        |
| 14                             | Regina Woodward / Csaba Szentpétery     | Hungria         |        |
| 15                             | Rachel Mayer / Peter Breen              | Estados Unidos  |        |
| 16                             | Penny Mann / Juan Carlos Noria          | Canadá          |        |
| 17                             | Margarita Drobiazko / Povilas Vanagas   | Lituânia        |        |
| 18                             | Valérie Le Tensorer / Jörg Kienzle      | Suíça           |        |
| 19                             | Melanie Bruce / Andrew Place            | Reino Unido     |        |
| 20                             | Agnieszka Domańska / Marcin Głowacki    | Polônia         |        |
| 21                             | Albena Denkova / Hristo Nikolov         | Bulgária        |        |
| 22                             | Kaoru Takino / Kenji Takino             | Japão           |        |
| 23                             | Noemi Vedres / Endre Szentirmai         | Hungria         |        |
| 24                             | Monica MacDonald / Duncan Smart         | Austrália       |        |
| Não avançaram para dança livre |                                         |                 |        |
| 25                             | Sung-Min Jung / Sung-Ho Jung            | Coreia do Sul   |        |
| 26                             | Fiona Kirk / Clinton King               | África do Sul   |        |

## Quadro de medalhas
| Ordem | País            | Medalha de ouro | Medalha de prata | Medalha de bronze |    | Ordem por total |
| ----- | --------------- | --------------- | ---------------- | ----------------- | -- | --------------- |
| 1     | CEI             | 3               | 1                | 1                 | 5  | 1               |
| 2     | Estados Unidos  | 1               | 1                |                   | 2  | 3               |
| 3     | Canadá          |                 | 1                | 2                 | 3  | 2               |
| 4     | Tchecoslováquia |                 | 1                |                   | 1  | 4               |
| 5     | China           |                 |                  | 1                 | 1  | 4               |
| TOTAL | TOTAL           | 4               | 4                | 4                 | 12 | —               |